# 远程识别雷达
远程识别雷达（LRDR），又名AN/SPY-7，原计划于 2020 年在阿拉斯加州投入使用，是美国陆基中段防御反弹道导弹系统的一部分，主要承包商是洛克希德·馬丁公司，2015 年 10 月与导弹防御局签订了价值 7.84 亿美元的合約。LRDR是作为一种早期预警雷达而研制的，与陸基中段防禦系統配合使用。 2019 年 11 月，决定将其命名为 AN/SPY-7(V)。
LRDR 是一种基于氮化镓（GaN）的固态有源电子扫描阵列(AESA)预警雷达，即使在进行维护时也能实现连续覆盖。该雷达由单个固态雷达块组成，可以通过组合来扩大雷达的尺寸。据洛克希德-马丁公司称，LRDR 原型机上使用的多用途氮化镓器件来自日本富士通电子公司。
LRDR 计划于 2019 年在阿拉斯加开始建造，地点暂定为阿拉斯加中部的 透明太空部队站。每个 AESA 的尺寸为高 60 英尺、宽 60 英尺，视场角为 220 度。
2021年2月下旬，导弹防御局表示雷达安装工作正在进行中，预计将于2021年实现初始作战能力预计到 2023 年将进行完全作战能力测试
2023 年 8 月中旬，由于实时弹道导弹目标出现异常，Other-26（FTX-26）飞行测试被取消。运行时，LRDR将与陆基中段防御系统以及指挥控制、战斗管理和通信系统相结合。 

## AN/SPY-7(V)1
AN/SPY-7(V)1 是用于宙斯盾弹道导弹防御系统的 LRDR 衍生产品的官方名称。2018 年 7 月 30 日，日本政府批准了购买两对 AN/SPY-7( V)1 用于陆基宙斯盾，将安装在山口县和秋田县。首次布署预计由日本陆上自卫队于 2025 年开始。
美国导弹防御署还决定将 AN/SPY-7(V)1 用于布署在夏威夷的“陆基宙斯盾”上。AN/SPY-7(V)1 的衍生型还将用于加拿大和西班牙水面舰艇F-110护卫舰上。
2020 年 9 月，加拿大选择 AN/SPY-7(V)1 作为其未来加拿大水面作战舰 (CSC) 的主雷达，以及带有宙斯盾作战系统的 CMS-330 作战管理系统。
洛克希德·馬丁公司將這一版本的雷達作為AN/SPY-1翻新計劃向美國海軍推廣，旨在將提康德羅加級巡洋艦和阿利·伯克級驅逐艦的使用壽命延長至2040年代之後。2021年12月，雷神公司的AN/SPY-6 AESA 雷達被選用於改造 Flight IIA 阿利-伯克級驅逐艦；同樣的雷達也用在 Flight III 艦艇上使用。